# Vår i kroppen
Vår i kroppen (engelska: State Fair) är en amerikansk musikalfilm från 1962 i regi av José Ferrer. Filmen bygger på en bok av Philip Stong. Filmmusiken är skriven av Richard Rodgers och Oscar Hammerstein II. I huvudrollerna ses Pat Boone, Bobby Darin, Ann-Margret, Tom Ewell, Pamela Tiffin och Alice Faye.

## Om filmen
Philip Stongs roman State Fair från 1932 hade filmatiserats två gånger tidigare, dels med titeln Lyckans karusell (1933) samt som Vår i luften (1945).

## Rollista
- Pat Boone - Wayne Frake
- Bobby Darin - Jerry Dundee
- Pamela Tiffin - Margy Frake
- Ann-Margret - Emily Porter
- Tom Ewell - Abel Frake
- Alice Faye - Melissa Frake
- Wally Cox - Hipplewaite
- David Brandon - Harry Ware

## Musik i filmen i urval
- "Our State Fair"
- "It Might as Well Be Spring"
- "That's for Me"
- "It's a Grand Night For Singing"